# Werwolf

Símbolo dos Werwolf

Werwolf (pronunciado [ˈveːɐ̯vɔlf], alemão para "lobisomem") foi um plano nazista que começou a ser desenvolvido em 1944.  Ele tinha como objetivo criar uma força de resistência que iria operar atrás das linhas inimigas, conforme os Aliados avançavam através do território da Alemanha Nazista. No entanto, a propaganda dos Werwolf superou, de longe, suas realizações reais no campo de batalha.

## Nomenclatura
O nome foi escolhido em referência ao título da novela de Hermann Löns, Der Wehrwolf, publicada pela primeira vez em 1910. Situado na região de Celle (Baixa Saxônia) durante a Guerra dos Trinta Anos (1618-48), o romance conta a história de um camponês chamado Dano Wulf. Depois que sua família é morta por soldados saqueadores, Wulf organiza uma milícia com seus vizinhos que perseguem os soldados sem dó e os executam quando os capturam. O grupo referia a si mesmo como Wehrwölfe. Löns escreveu que o título era uma referência dupla para o fato de que os camponeses organizassem uma luta de defesa (sich wehren, consulte "Bundeswehr" - Defesa Federal) e para o sobrenome do protagonista, Wulf, mas ele também tinha óbvias conotações com a palavra Werwölfe em que Wulf refere-se a homens que gostam de matar. Apesar de Löns não ter sido nazista (ele morreu em 1914), sua obra era popular entre a extrema-direita alemã. O jornal local de Celle começou a publicar Der Wehrwolf em janeiro de 1945.

## Operações
No final do verão/início do outono de 1944, Heinrich Himmler iniciou a Unternehmen Werwolf (Operação Werwolf), ao ordenar que o SS Obergruppenführer Hans-Adolf Prützmann começasse a organizar uma tropa de elite de forças voluntárias para operar secretamente atrás das linhas inimigas. Como foi concebida originalmente, estas unidades Werwolf eram destinadas a serem formações militares legítimas e uniformizadas, treinadas para entrar em operações clandestinas atrás das linhas do inimigo, da mesma forma como os comandos das Forças Especiais dos Aliados. Prützmann foi nomeado Generalinspekteur für Spezialabwehr (Inspector-Geral das Defesa Especiais) e tinha a tarefa de definir a sede em Berlim, além de organizar e instruir a sua força. Prützmann estudou as táticas de guerrilha usadas pelos partisans soviéticos nos territórios ocupados da Ucrânia e a ideia era ensinar essas táticas para os membros da Operação Werwolf.

### Propaganda
Os rumores de uma organização de guerrilha nazista secreta começaram a emergir logo após a invasão dos Aliados na Normandia. A revistaTIMEpublicou um artigo especulando que os alemães iriam tentar prolongar a guerra indefinidamente por baixo, depois de sua derrota. Em 27 de janeiro de 1945, uma edição da Collier's Weekly destacou um artigo detalhado pelo Major Edwin Lessner, afirmando que a elite da SS e Juventude de Hitler estava sendo treinada para atacar as forças Aliadas, conforme uma citação de 1944 de Joseph Goebbels: "O inimigo (invasores alemães do território) serão tomados por trás por membros fanáticos da população, que incessantemente irão preocupar os inimigos, atrasar suas forças militares e que não irão permitir descanso ou exploração de qualquer possibilidade de sucesso."
A propaganda Werwolf na estação "Rádio Werwolf" transmitida da cidade de Nauen, perto de Berlim, teve início em 1 de abril de 1945. As transmissões começavam com o som de um lobo uivando e uma música com a letra, "Meus dentes de lobisomem mordem o inimigo / E, em seguida, ele acabou e, em seguida, ele se foi / Hoo, hoo hoo." A transmissão inicial, afirmava que o Partido Nazista pedia que cada alemão "defendesse sua terra e morresse lutando contra os exércitos Aliados, que estão se preparando para escravizar os alemães. Cada bolchevique, cada inglês e cada americano em nosso solo deve ser alvo do nosso movimento ... Qualquer alemão, de qualquer profissão ou classe social, que colocar-se a serviço e colaborar com o inimigo vai sentir o efeito da nossa mão vingativa ... Um único lema se mantém para nós: 'Vencer ou morrer.' "
Jornais britânicos e estadunidenses relataram amplamente o texto das transmissões da "Rádio Werwolf", alimentando rumores entre as forças de ocupação. A American Forces Network lembrou os soldados estadunidenses que
"Cada civil alemão amigável é um soldado com ódio disfarçado. Armado com a convicção interior de que os alemães são ainda superiores ... [eles creem] que um dia ele vão destruí-lo. Seu ódio, sua raiva ... estão profundamente enterradas em seu sangue. Um sorriso é a sua arma para desarmar você ... No coração, o corpo e o espírito de todos os alemães é Hitler."